# Hugo Lloris
Hugo Hadrien Dominique Lloris (Nizza, 26 dicembre 1986) è un calciatore francese, portiere del Los Angeles FC. Con la nazionale francese è diventato campione del mondo nel 2018, vicecampione del mondo nel 2022, vicecampione d'Europa nel 2016 e ha vinto la UEFA Nations League 2020-2021.
Già vincitore di una Coppa di Francia (2012) e di una Supercoppa nazionale nello stesso anno con l'Olympique Lione e del Campionato europeo under-19 nel 2005, con la nazionale maggiore è stato vicecampione d'Europa nel 2016 e si è infine laureato campione del mondo nel 2018. Coi club ha inoltre raggiunto una finale di UEFA Champions League (tra i pali del Tottenham, nel 2019), uscendone tuttavia sconfitto.
È il primatista di presenze (145) nella nazionale francese.
È ritenuto uno dei migliori portieri della sua generazione.

## Biografia
È nato a Nizza da madre francese (avvocato) e padre di origine spagnola (banchiere). Ha un fratello minore, Gautier Lloris, anch'egli calciatore. È sposato con Marine, imprenditrice, dalla quale ha avuto tre figli: due femmine, Anna-Rose e Giuliana, e un maschio, Léandro.

## Caratteristiche tecniche
Ritenuto uno dei migliori portieri della sua generazione, Lloris durante il gioco si dimostra sicuro e reattivo sia tra i pali sia nelle uscite ed è molto abile nell'interpretare il ruolo di sweeper-keeper, portandosi spesso ben oltre la propria area di rigore. Oltre a saper difendere la porta dalle azioni offensive di movimento, è abile anche nel parare i rigori.

## Carriera

### Club

#### Gli inizi e il Nizza
Inizia a muovere i primi passi nel calcio a sei anni, quando entra nel CEDAC, un centro culturale con sede nel comune di Cimiez, alla periferia di Nizza. Inizialmente impiegato a centrocampo e in attacco, fu in seguito provato come portiere, grazie ai suoi riflessi e ai suoi eccezionali recuperi. Notato dall'ex portiere del Nizza, Dominique Baratelli, a dieci anni venne inserito nel settore giovanile della squadra e nel 2004 si laurea campione nel Championnat Nationaux des 18 ans, il torneo nazionale per i giocatori al di sotto dei 18 anni.
Nell'estate 2005 gioca titolare in Nazionale Under-19 che vince il Campionato d'Europa e, dopo alcune presenze nella squadra B del Nizza, viene inserito in prima squadra per la stagione 2005-2006, con la maglia numero 1. Il suo debutto ufficiale nel calcio professionistico avviene il 25 ottobre 2005, nella vittoria per 2-0 in Coupe de la Ligue contro lo Châteauroux, ed esordisce nella Ligue 1 il 18 marzo 2006 nel match vinto per 1-0 contro il Nancy. Conclude la sua prima stagione con 5 presenze.
Promosso titolare dall'allenatore Damien Grégorini per la stagione successiva, disputa tutte le partite dell'anno, eccetto una, riuscendo a mantenere la porta inviolata per 13 volte. Nonostante il sedicesimo posto finale, la squadra risulta la quinta miglior difesa dell'anno, e Lloris, con 36 gol subiti, viene preceduto solo da veterani come Grégory Coupet, Cédric Carrasso e Ulrich Ramé. Nel 2007-2008 resiste anche alla concorrenza del più esperto Lionel Letizi e mantiene il posto titolare tra i pali degli Aiglon, ma deve tuttavia subire un serio infortunio ai legamenti del ginocchio, che ne pregiudica le prestazioni all'inizio dell'anno. Alla fine, sono comunque 30 le partite disputate, con solo 24 reti subite, e il suo contributo è fondamentale nel piazzamento in ottava posizione (la migliore dal 1998).

#### Olympique Lione
Il 29 maggio 2008 viene acquistato dal Olympique Lione, con cui firma un contratto quinquennale.
Esordisce con il nuovo club il 10 agosto 2008 nella vittoria interna per 3-0 contro il Tolosa, riuscendo poi a mantenere la propria porta inviolata anche per le 3 partite seguenti, contro Lorient, Grenoble e Saint-Étienne. Nonostante la squadra fallisca il conseguimento del titolo per la prima volta in sette anni, Lloris risulta a fine stagione come il secondo miglior portiere della Ligue 1 (dietro soltanto a Carrasso), con 27 gol subiti. Lo stesso anno viene nominato miglior portiere del torneo e inserito nella formazione dell'anno. Protagonista anche in Europa, debutta in Champions League il 17 settembre nel pareggio per 2-2 contro la Fiorentina e scende in campo da titolare in tutte le partite della competizione, fino alla sconfitta per 5-2 agli ottavi di finale contro il Barcellona.
La stagione 2009-2010 vede ancora la sua conferma come numero uno tra i pali della squadra di Lione; grazie alle sue prestazioni, la squadra subisce solo tre gol nelle prime 5 partite e le sue parate sono fondamentali soprattutto in Champions League, nella doppia sfida contro il Liverpool e in quella successiva contro il Real Madrid. Il 20 dicembre viene insignito da France Football del terzo posto nel French Player of the Year, dietro Nicolas Anelka e Yoann Gourcuff. A fine campionato sono 36 le presenze, con 33 gol subiti. Anche nella stagione successiva il suo contributo è determinante, con 37 presenze e 40 reti subite in Ligue 1; in Champions, invece, il cammino del Lione viene fermato in semifinale dal Bayern Monaco.
La stagione 2011-2012 la conclude con 36 presenze e 49 reti subite; il 3 ottobre 2011 rinnova il suo contratto, in scadenza nel 2013, fino al 2015. Il club conclude il torneo al quarto posto, e in Champions League viene eliminato a sorpresa dai ciprioti dell'APOEL agli ottavi di finale.

#### Tottenham

##### 2012-2015

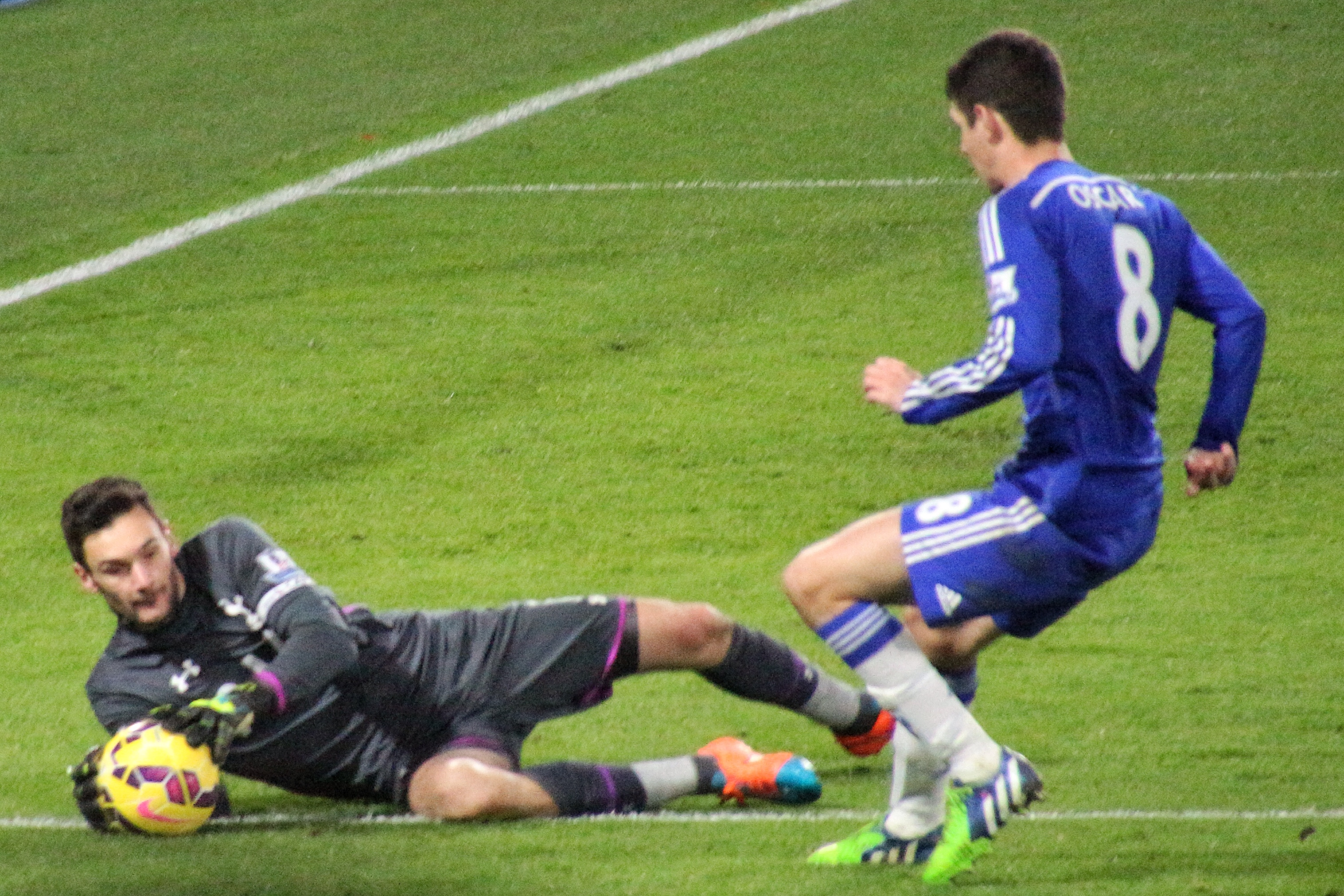
Lloris in uscita contro Oscar

Il 31 agosto 2012 si trasferisce al Tottenham per circa 10 milioni di euro. Fa il suo debutto con la nuova maglia il successivo 20 settembre, nel match casalingo contro la Lazio, valido per la prima giornata della fase a gironi di Europa League e terminato 0-0. Esordisce per la prima volta in Premier League il 7 ottobre seguente, nella gara vinta per 2-0 contro l'Aston Villa. Dopo un iniziale periodo di alternanza con Brad Friedel, ben presto si impone come titolare indiscusso della porta degli Spurs, risultando decisivo in parecchie occasioni. Conclude la stagione con 25 presenze e 9 reti inviolate in campionato.
Il 3 novembre 2013, durante una gara contro l'Everton, perde improvvisamente conoscenza dopo una collisione con il ginocchio di Romelu Lukaku, rimanendo comunque in campo per volontà del tecnico André Villas-Boas, il quale verrà pesantemente criticato dalla FIFA e dalla FIFPro. Nel luglio del 2014 decide di rinnovare il proprio contratto per altre cinque annate.
Durante una gara della UEFA Europa League 2014-2015 giocata contro l'Asteras Tripolīs nella fase a gironi, Lloris viene espulso a quattro minuti dalla fine per un fallo sul centrocampista avversario Tasos Tsokanīs. Avendo il Tottenham già utilizzato tutte le sue sostituzioni, l'attaccante Harry Kane si vede costretto a coprire il ruolo del francese per i restanti spezzoni di gara. Gli Spurs vinceranno la gara per 5-1.
Il 1º marzo 2015 disputa la finale di League Cup, nella quale il Tottenham esce sconfitto contro il Chelsea per 2-0.

##### 2016-2019
Nell'estate del 2015, dopo l'addio di Younes Kaboul, viene nominato come nuovo capitano della squadra dal tecnico Mauricio Pochettino.
Il 22 novembre 2016, durante la gara della fase a gironi di Champions League contro il Monaco, riesce a parare un calcio di rigore all'attaccante Radamel Falcao, effettuando inoltre una serie di parate decisamente fondamentali, inclusa un'incredibile deviazione su un tiro al volo di Kamil Glik; tuttavia il Tottenham perde la gara per 2-1, venendo di conseguenza eliminato dalla competizione. Il mese successivo rinnova il proprio contratto fino al 2022. Contribuisce alla conquista del 2º posto in Premier League da parte del club londinese (miglior piazzamento in campionato dall'annata 1962-1963), mantenendo la porta inviolata in 15 occasioni. Tuttavia, non riesce ad ottenere il Golden Glove della stagione a causa della rete subita contro l'Hull City.
Il 1º giugno 2019 gioca da titolare la finale di Champions League contro il Liverpool, la prima nella storia del Tottenham, persa per 0-2.

##### 2019-2023
Durante la stagione 2019-2020 Lloris raggiunge quota 300 presenze con il club londinese, dopo la gara della seconda giornata di campionato pareggiata per 2-2 contro il Manchester City. Il 5 ottobre seguente è vittima di un infortunio al gomito durante la gara contro il Brighton (3-0), venendo trasportato fuori dal campo in barella. Successivamente gli viene diagnosticato un danno significativo ai legamenti dell'arto, che lo costringe a restare a riposo per diversi mesi.
Il 29 novembre 2020, nella gara di Europa League contro l'Anversa, colleziona la sua 100ª presenza nelle coppe europee con indosso la maglia del Tottenham, divenendo così il primo portiere a raggiungere tale traguardo. Il 28 febbraio 2021 raggiunge le 100 reti inviolate in Premier League, dopo la vittoria per 4-0 sul Burnley. Il 25 aprile seguente disputa nuovamente la finale di League Cup, perdendo 1-0 contro il Manchester City. Il 22 agosto raggiunge quota 300 presenze in Premier League dopo la gara vinta per 1-0 contro il Wolverhampton.
Nel gennaio del 2022 prolunga il proprio contratto fino al 2024. Il 19 febbraio seguente, con la sconfitta esterna per 3-2 contro il Manchester City, raggiunge la sua 400ª presenza con la maglia degli Spurs tra tutte le competizioni.
Nel giugno del 2023, nonostante abbia ancora un anno di contratto, annuncia di voler lasciare il Tottenham; tuttavia, non essendo riuscito a trovare un accordo per la cessione durante la finestra estiva di calciomercato, a settembre viene reintegrato in rosa dal nuovo tecnico Ange Postecoglou, pur avendo ormai perso sia la fascia di capitano (consegnata a Heung-Min Son) che la titolarità (a favore del nuovo acquisto Guglielmo Vicario).

#### Los Angeles FC
Il 30 dicembre 2023 viene annunciato il suo passaggio al Los Angeles FC, con cui sottoscrive un accordo annuale con opzione di rinnovo per le successive due stagioni, lasciando gli Spurs dopo 11 stagioni. Fa la sua prima apparizione il 24 febbraio successivo nella partita vinta dal Los Angeles contro i Seattle Sounders per 2 a 1.

### Nazionale
Nell'estate 2005 vince da titolare il Campionato d'Europa con la nazionale Under-19 guidata da Jean Gallice e con l'Under 20 il Torneo di Tolone, vinto nuovamente anche nel 2006. Ha ottenuto presenze anche nell'Under-21 dove si è giocato il posto con Geoffrey Jourdren; ha fatto parte della nazionale di calcio della Francia B, con cui esordisce nel 2008 in occasione delle gare amichevoli contro Congo e Mali, ed in seguito ha esordito in nazionale maggiore.

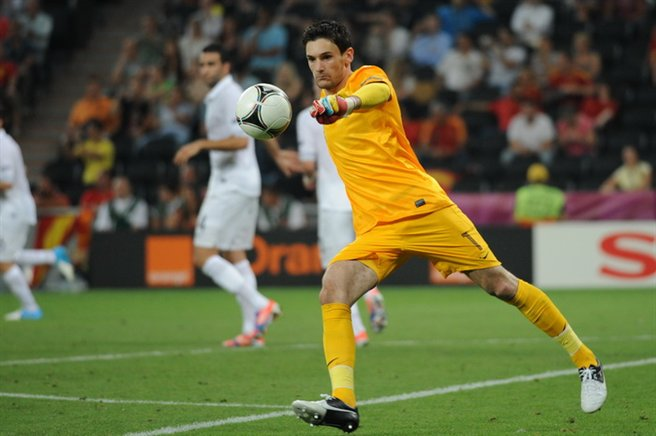
Lloris in azione durante il quarto di finale tra Spagna e Francia agli Europei 2012 in Polonia e Ucraina

Nel 2010 partecipa da titolare al Mondiale in Sudafrica; in seguito prende parte, anche come capitano, agli Europei 2012 in Polonia e Ucraina, al Mondiale 2014 in Brasile e agli Europei 2016 giocati in casa, che per la Nazionale transalpina si chiudono con il secondo posto a causa della sconfitta in finale per 1-0 contro il Portogallo.
Viene convocato anche per i Mondiali 2018 in Russia, durante i quali, giocando contro il Perù, raggiunge quota 100 presenze con in nazionale. La manifestazione vede i francesi eliminare in serie gli avversari fino a qualificarsi per l’atto finale contro la nazionale croata: vincendo per 4-2 (nonostante un errore di Lloris nel finale di gara che concede la seconda rete alla Croazia), la Francia si laurea campione del mondo e Lloris può sollevare al cielo il trofeo da capitano.
Il 31 marzo 2021 raggiunge quota 123 presenze in nazionale, diventando il secondo calciatore più presente dei transalpini a pari merito con Thierry Henry.
Convocato per i Mondiali 2022, il 10 dicembre, in occasione del quarto di finale vinto 2-1 contro l'Inghilterra, colleziona la presenza numero 143, con la quale supera Lilian Thuram e raggiunge il primo posto degli uomini più presenti di sempre con la nazionale. Nella sfida successiva (ovvero la semifinale vinta 2-0 contro il Marocco) raggiunge quota 19 presenze nei Mondiali, diventando l'estremo difensore con più partite disputate ai Mondiali agganciando Manuel Neuer. In finale i transalpini vengono sconfitti ai rigori dall'Argentina (dopo che ai supplementari la sfida era finita 3-3), con Lloris che non neutralizza nessuno dei 4 tiri dal dischetto tirati dagli argentini.
Il 9 gennaio 2023, Lloris annuncia il suo addio alla nazionale francese, con cui ha collezionato in tutto 145 presenze.

## Statistiche

### Presenze e reti nei club
Statistiche aggiornate al 24 giugno 2025.
| Stagione               | Squadra                | Campionato             | Campionato | Campionato | Coppe nazionali | Coppe nazionali | Coppe nazionali | Coppe continentali | Coppe continentali | Coppe continentali | Altre coppe | Altre coppe | Altre coppe | Altre coppe | Totale | Totale |
| Stagione               | Squadra                | Comp                   | Pres       | Reti       | Comp            | Pres            | Reti            | Comp               | Pres               | Reti               | Comp        | Pres        | Reti        | Pres        | Reti   |        |
| ---------------------- | ---------------------- | ---------------------- | ---------- | ---------- | --------------- | --------------- | --------------- | ------------------ | ------------------ | ------------------ | ----------- | ----------- | ----------- | ----------- | ------ | ------ |
| 2005-2006              | Nizza                  | L1                     | 5          | -5         | CF+CdL          | 1+5             | -3 + -3         | -                  | -                  | -                  | -           | -           | -           | 11          | -11    |        |
| 2006-2007              | Nizza                  | L1                     | 37         | -37        | CF+CdL          | 0               | 0               | -                  | -                  | -                  | -           | -           | -           | 37          | -37    |        |
| 2007-2008              | Nizza                  | L1                     | 30         | -24        | CF+CdL          | 0               | 0               | -                  | -                  | -                  | -           | -           | -           | 30          | -24    |        |
| Totale Nizza           | Totale Nizza           | Totale Nizza           | 72         | -66        |                 | 6               | -6              |                    | -                  | -                  |             | -           | -           | 78          | -72    |        |
| 2008-2009              | Olympique Lione        | L1                     | 35         | -27        | CF+CdL          | 2+0             | 0               | UCL                | 8                  | -16                | SF          | 1           | 0           | 46          | -43    |        |
| 2009-2010              | Olympique Lione        | L1                     | 36         | -33        | CF+CdL          | 2+0             | -3              | UCL                | 14                 | -12                | -           | -           | -           | 52          | -48    |        |
| 2010-2011              | Olympique Lione        | L1                     | 37         | -40        | CF+CdL          | 2+0             | -1              | UCL                | 8                  | -14                | -           | -           | -           | 47          | -55    |        |
| 2011-2012              | Olympique Lione        | L1                     | 36         | -48        | CF+CdL          | 5+3             | -2 + -4         | UCL                | 10                 | -10                | -           | -           | -           | 54          | -64    |        |
| ago. 2012              | Olympique Lione        | L1                     | 2          | -2         | CF+CdL          | 0               | 0               | UEL                | 0                  | 0                  | SF          | 1           | -2          | 3           | -4     |        |
| Totale Olympique Lione | Totale Olympique Lione | Totale Olympique Lione | 146        | -150       |                 | 14              | -10             |                    | 40                 | -52                |             | 2           | -2          | 202         | -214   |        |
| ago. 2012-2013         | Tottenham              | PL                     | 27         | -29        | FACup+CdL       | 0+1             | -2              | UEL                | 5                  | -3                 | -           | -           | -           | 33          | -34    |        |
| 2013-2014              | Tottenham              | PL                     | 37         | -50        | FACup+CdL       | 1+1             | -2 + -2         | UEL                | 6                  | -4                 | -           | -           | -           | 45          | -58    |        |
| 2014-2015              | Tottenham              | PL                     | 35         | -48        | FACup+CdL       | 0+1             | -2              | UEL                | 8                  | -5                 | -           | -           | -           | 44          | -55    |        |
| 2015-2016              | Tottenham              | PL                     | 37         | -34        | FACup+CdL       | 0               | 0               | UEL                | 9                  | -11                | -           | -           | -           | 46          | -45    |        |
| 2016-2017              | Tottenham              | PL                     | 34         | -24        | FACup+CdL       | 1+0             | -4              | UCL+UEL            | 6+2                | -6 + -3            | -           | -           | -           | 43          | -37    |        |
| 2017-2018              | Tottenham              | PL                     | 36         | -35        | FACup+CdL       | 0               | 0               | UCL                | 7                  | -8                 | -           | -           | -           | 43          | -43    |        |
| 2018-2019              | Tottenham              | PL                     | 33         | -33        | FACup+CdL       | 0               | 0               | UCL                | 11                 | -15                | -           | -           | -           | 44          | -46    |        |
| 2019-2020              | Tottenham              | PL                     | 21         | -21        | FACup+CdL       | 2+0             | -3              | UCL                | 4                  | -13                | -           | -           | -           | 27          | -37    |        |
| 2020-2021              | Tottenham              | PL                     | 38         | -45        | FACup+CdL       | 1+4             | -5 + -3         | UEL                | 5                  | -6                 | -           | -           | -           | 48          | -59    |        |
| 2021-2022              | Tottenham              | PL                     | 38         | -40        | FACup+CdL       | 2+2             | -2 + -3         | UECL               | 1                  | -2                 | -           | -           | -           | 43          | -47    |        |
| 2022-2023              | Tottenham              | PL                     | 25         | -39        | FACup+CdL       | 0               | 0               | UCL                | 6                  | -6                 | -           | -           | -           | 31          | -45    |        |
| 2023-gen.2024          | Tottenham              | PL                     | 0          | 0          | FACup+CdL       | 0               | 0               | -                  | 0                  | 0                  | -           | -           | -           | -           | -      |        |
| Totale Tottenham       | Totale Tottenham       | Totale Tottenham       | 361        | -398       |                 | 16              | -28             |                    | 70                 | -82                |             | -           | -           | 447         | -508   |        |
| 2024                   | Los Angeles FC         | MLS                    | 33+4       | -40 + -6   | USOC            | 3               | -2              | -                  | -                  | -                  | LC          | 6           | -4          | 46          | -52    |        |
| 2025                   | Los Angeles FC         | MLS                    | 15         | -18        |                 | -               | -               | CC                 | 6                  | -7                 | LC+Cmc      | 0+3         | 0 + -4      | 24          | -29    |        |
| Totale Los Angeles FC  | Totale Los Angeles FC  | Totale Los Angeles FC  | 48+4       | -58 + -6   |                 | 3               | -2              |                    | 6                  | -7                 |             | 9           | -8          | 70          | -81    |        |
| Totale carriera        | Totale carriera        | Totale carriera        | 631        | -678       |                 | 39              | -46             |                    | 116                | -141               |             | 11          | -10         | 797         | -875   |        |

### Cronologia presenze e reti in nazionale
| Cronologia completa delle presenze e delle reti in nazionale ― Francia | Cronologia completa delle presenze e delle reti in nazionale ― Francia | Cronologia completa delle presenze e delle reti in nazionale ― Francia | Cronologia completa delle presenze e delle reti in nazionale ― Francia | Cronologia completa delle presenze e delle reti in nazionale ― Francia | Cronologia completa delle presenze e delle reti in nazionale ― Francia | Cronologia completa delle presenze e delle reti in nazionale ― Francia | Cronologia completa delle presenze e delle reti in nazionale ― Francia |
| Data                                                                   | Città                                                                  | In casa                                                                | Risultato                                                              | Ospiti                                                                 | Competizione                                                           | Reti                                                                   | Note                                                                   |
| ---------------------------------------------------------------------- | ---------------------------------------------------------------------- | ---------------------------------------------------------------------- | ---------------------------------------------------------------------- | ---------------------------------------------------------------------- | ---------------------------------------------------------------------- | ---------------------------------------------------------------------- | ---------------------------------------------------------------------- |
| 19-11-2008                                                             | Saint-Denis                                                            | Francia                                                                | 0 – 0                                                                  | Uruguay                                                                | Amichevole                                                             | -                                                                      |                                                                        |
| 5-6-2009                                                               | Lione                                                                  | Francia                                                                | 1 – 0                                                                  | Turchia                                                                | Amichevole                                                             | -                                                                      |                                                                        |
| 12-8-2009                                                              | Tórshavn                                                               | Fær Øer                                                                | 0 – 1                                                                  | Francia                                                                | Qual. Mondiali 2010                                                    | -                                                                      |                                                                        |
| 5-9-2009                                                               | Saint-Denis                                                            | Francia                                                                | 1 – 1                                                                  | Romania                                                                | Qual. Mondiali 2010                                                    | -1                                                                     |                                                                        |
| 9-9-2009                                                               | Belgrado                                                               | Serbia                                                                 | 1 – 1                                                                  | Francia                                                                | Qual. Mondiali 2010                                                    | -                                                                      | 9’                                                                     |
| 14-10-2009                                                             | Saint-Denis                                                            | Francia                                                                | 3 – 1                                                                  | Austria                                                                | Qual. Mondiali 2010                                                    | -1                                                                     |                                                                        |
| 14-11-2009                                                             | Dublino                                                                | Irlanda                                                                | 0 – 1                                                                  | Francia                                                                | Qual. Mondiali 2010                                                    | -                                                                      |                                                                        |
| 18-11-2009                                                             | Saint-Denis                                                            | Francia                                                                | 1 – 1 dts                                                              | Irlanda                                                                | Qual. Mondiali 2010                                                    | -1                                                                     |                                                                        |
| 3-3-2010                                                               | Saint-Denis                                                            | Francia                                                                | 0 – 2                                                                  | Spagna                                                                 | Amichevole                                                             | -2                                                                     |                                                                        |
| 30-5-2010                                                              | Radès                                                                  | Tunisia                                                                | 1 – 1                                                                  | Francia                                                                | Amichevole                                                             | -1                                                                     |                                                                        |
| 4-6-2010                                                               | Saint-Pierre                                                           | Francia                                                                | 0 – 1                                                                  | Cina                                                                   | Amichevole                                                             | -1                                                                     |                                                                        |
| 11-6-2010                                                              | Città del Capo                                                         | Uruguay                                                                | 0 – 0                                                                  | Francia                                                                | Mondiali 2010 - 1º turno                                               | -                                                                      |                                                                        |
| 17-6-2010                                                              | Polokwane                                                              | Francia                                                                | 0 – 2                                                                  | Messico                                                                | Mondiali 2010 - 1º turno                                               | -2                                                                     |                                                                        |
| 22-6-2010                                                              | Bloemfontein                                                           | Francia                                                                | 1 – 2                                                                  | Sudafrica                                                              | Mondiali 2010 - 1º turno                                               | -2                                                                     |                                                                        |
| 3-9-2010                                                               | Saint-Denis                                                            | Francia                                                                | 0 – 1                                                                  | Bielorussia                                                            | Qual. Euro 2012                                                        | -1                                                                     |                                                                        |
| 7-9-2010                                                               | Sarajevo                                                               | Bosnia ed Erzegovina                                                   | 0 – 2                                                                  | Francia                                                                | Qual. Euro 2012                                                        | -                                                                      |                                                                        |
| 9-10-2010                                                              | Saint-Denis                                                            | Francia                                                                | 2 – 0                                                                  | Romania                                                                | Qual. Euro 2012                                                        | -                                                                      |                                                                        |
| 12-10-2010                                                             | Longeville-lès-Metz                                                    | Francia                                                                | 2 – 0                                                                  | Lussemburgo                                                            | Qual. Euro 2012                                                        | -                                                                      |                                                                        |
| 17-11-2010                                                             | Londra                                                                 | Inghilterra                                                            | 1 – 2                                                                  | Francia                                                                | Amichevole                                                             | -1                                                                     | Cap.                                                                   |
| 9-2-2011                                                               | Saint-Denis                                                            | Francia                                                                | 1 – 0                                                                  | Brasile                                                                | Amichevole                                                             | -                                                                      |                                                                        |
| 25-3-2011                                                              | Lussemburgo                                                            | Lussemburgo                                                            | 0 – 2                                                                  | Francia                                                                | Qual. Euro 2012                                                        | -                                                                      |                                                                        |
| 29-3-2011                                                              | Saint-Denis                                                            | Francia                                                                | 0 – 0                                                                  | Croazia                                                                | Amichevole                                                             | -                                                                      |                                                                        |
| 3-6-2011                                                               | Minsk                                                                  | Bielorussia                                                            | 1 – 1                                                                  | Francia                                                                | Qual. Euro 2012                                                        | -1                                                                     | Cap.                                                                   |
| 10-8-2011                                                              | Montpellier                                                            | Francia                                                                | 1 – 1                                                                  | Cile                                                                   | Amichevole                                                             | -1                                                                     |                                                                        |
| 2-9-2011                                                               | Tirana                                                                 | Albania                                                                | 1 – 2                                                                  | Francia                                                                | Qual. Euro 2012                                                        | -1                                                                     |                                                                        |
| 6-9-2011                                                               | Bucarest                                                               | Romania                                                                | 0 – 0                                                                  | Francia                                                                | Qual. Euro 2012                                                        | -                                                                      | Cap.                                                                   |
| 7-10-2011                                                              | Saint-Denis                                                            | Francia                                                                | 3 – 0                                                                  | Albania                                                                | Qual. Euro 2012                                                        | -                                                                      | Cap.                                                                   |
| 11-10-2011                                                             | Saint-Denis                                                            | Francia                                                                | 1 – 1                                                                  | Bosnia ed Erzegovina                                                   | Qual. Euro 2012                                                        | -1                                                                     | Cap.                                                                   |
| 11-11-2011                                                             | Saint-Denis                                                            | Francia                                                                | 1 – 0                                                                  | Stati Uniti                                                            | Amichevole                                                             | -                                                                      | Cap.                                                                   |
| 15-11-2011                                                             | Saint-Denis                                                            | Francia                                                                | 0 – 0                                                                  | Belgio                                                                 | Amichevole                                                             | -                                                                      | Cap.                                                                   |
| 29-2-2012                                                              | Brema                                                                  | Germania                                                               | 1 – 2                                                                  | Francia                                                                | Amichevole                                                             | -1                                                                     | Cap.                                                                   |
| 31-5-2012                                                              | Reims                                                                  | Francia                                                                | 2 – 0                                                                  | Serbia                                                                 | Amichevole                                                             | -                                                                      | Cap.                                                                   |
| 5-6-2012                                                               | Le Mans                                                                | Francia                                                                | 4 – 0                                                                  | Estonia                                                                | Amichevole                                                             | -                                                                      | Cap.                                                                   |
| 11-6-2012                                                              | Donec'k                                                                | Francia                                                                | 1 – 1                                                                  | Inghilterra                                                            | Euro 2012 - 1º turno                                                   | -1                                                                     | Cap.                                                                   |
| 15-6-2012                                                              | Donec'k                                                                | Ucraina                                                                | 0 – 2                                                                  | Francia                                                                | Euro 2012 - 1º turno                                                   | -                                                                      | Cap.                                                                   |
| 19-6-2012                                                              | Kiev                                                                   | Svezia                                                                 | 2 – 0                                                                  | Francia                                                                | Euro 2012 - 1º turno                                                   | -2                                                                     | Cap.                                                                   |
| 23-6-2012                                                              | Donec'k                                                                | Spagna                                                                 | 2 – 0                                                                  | Francia                                                                | Euro 2012 - Quarti di finale                                           | -2                                                                     | Cap.                                                                   |
| 15-8-2012                                                              | Le Havre                                                               | Francia                                                                | 0 – 0                                                                  | Uruguay                                                                | Amichevole                                                             | -                                                                      | Cap.                                                                   |
| 7-9-2012                                                               | Helsinki                                                               | Finlandia                                                              | 0 – 1                                                                  | Francia                                                                | Qual. Mondiali 2014                                                    | -                                                                      | Cap.                                                                   |
| 11-9-2012                                                              | Saint-Denis                                                            | Francia                                                                | 3 – 1                                                                  | Bielorussia                                                            | Qual. Mondiali 2014                                                    | -1                                                                     | Cap.                                                                   |
| 12-10-2012                                                             | Saint-Denis                                                            | Francia                                                                | 0 – 1                                                                  | Giappone                                                               | Amichevole                                                             | -1                                                                     | Cap.                                                                   |
| 16-10-2012                                                             | Madrid                                                                 | Spagna                                                                 | 1 – 1                                                                  | Francia                                                                | Qual. Mondiali 2014                                                    | -1                                                                     | Cap.                                                                   |
| 14-11-2012                                                             | Parma                                                                  | Italia                                                                 | 1 – 2                                                                  | Francia                                                                | Amichevole                                                             | -1                                                                     | Cap.                                                                   |
| 6-2-2013                                                               | Saint-Denis                                                            | Francia                                                                | 1 – 2                                                                  | Germania                                                               | Amichevole                                                             | -2                                                                     | Cap.                                                                   |
| 22-3-2013                                                              | Saint-Denis                                                            | Francia                                                                | 3 – 1                                                                  | Georgia                                                                | Qual. Mondiali 2014                                                    | -1                                                                     | Cap.                                                                   |
| 26-3-2013                                                              | Saint-Denis                                                            | Francia                                                                | 0 – 1                                                                  | Spagna                                                                 | Qual. Mondiali 2014                                                    | -1                                                                     | Cap.                                                                   |
| 9-6-2013                                                               | Porto Alegre                                                           | Brasile                                                                | 3 – 0                                                                  | Francia                                                                | Amichevole                                                             | -3                                                                     | Cap.                                                                   |
| 14-8-2013                                                              | Bruxelles                                                              | Belgio                                                                 | 0 – 0                                                                  | Francia                                                                | Amichevole                                                             | -                                                                      | Cap.                                                                   |
| 6-9-2013                                                               | Tbilisi                                                                | Georgia                                                                | 0 – 0                                                                  | Francia                                                                | Qual. Mondiali 2014                                                    | -                                                                      | Cap.                                                                   |
| 10-9-2013                                                              | Homel'                                                                 | Bielorussia                                                            | 2 – 4                                                                  | Francia                                                                | Qual. Mondiali 2014                                                    | -2                                                                     | Cap.                                                                   |
| 11-10-2013                                                             | Parigi                                                                 | Francia                                                                | 6 – 0                                                                  | Australia                                                              | Amichevole                                                             | -                                                                      | Cap.                                                                   |
| 15-10-2013                                                             | Saint-Denis                                                            | Francia                                                                | 3 – 0                                                                  | Finlandia                                                              | Qual. Mondiali 2014                                                    | -                                                                      | Cap.                                                                   |
| 15-11-2013                                                             | Kiev                                                                   | Ucraina                                                                | 2 – 0                                                                  | Francia                                                                | Qual. Mondiali 2014                                                    | -2                                                                     | Cap.                                                                   |
| 19-11-2013                                                             | Saint-Denis                                                            | Francia                                                                | 3 – 0                                                                  | Ucraina                                                                | Qual. Mondiali 2014                                                    | -                                                                      | Cap.                                                                   |
| 5-3-2014                                                               | Saint-Denis                                                            | Francia                                                                | 2 – 0                                                                  | Paesi Bassi                                                            | Amichevole                                                             | -                                                                      | Cap.                                                                   |
| 1-6-2014                                                               | Nizza                                                                  | Francia                                                                | 1 – 1                                                                  | Paraguay                                                               | Amichevole                                                             | -1                                                                     | Cap.                                                                   |
| 8-6-2014                                                               | Lilla                                                                  | Francia                                                                | 8 – 0                                                                  | Giamaica                                                               | Amichevole                                                             | -                                                                      | Cap.                                                                   |
| 15-6-2014                                                              | Porto Alegre                                                           | Francia                                                                | 3 – 0                                                                  | Honduras                                                               | Mondiali 2014 - 1º turno                                               | -                                                                      | Cap.                                                                   |
| 20-6-2014                                                              | Salvador                                                               | Svizzera                                                               | 2 – 5                                                                  | Francia                                                                | Mondiali 2014 - 1º turno                                               | -2                                                                     | Cap.                                                                   |
| 25-6-2014                                                              | Rio de Janeiro                                                         | Ecuador                                                                | 0 – 0                                                                  | Francia                                                                | Mondiali 2014 - 1º turno                                               | -                                                                      | Cap.                                                                   |
| 30-6-2014                                                              | Brasilia                                                               | Francia                                                                | 2 – 0                                                                  | Nigeria                                                                | Mondiali 2014 - Ottavi di finale                                       | -                                                                      | Cap.                                                                   |
| 4-7-2014                                                               | Rio de Janeiro                                                         | Francia                                                                | 0 – 1                                                                  | Germania                                                               | Mondiali 2014 - Quarti di finale                                       | -1                                                                     | Cap.                                                                   |
| 4-9-2014                                                               | Saint-Denis                                                            | Francia                                                                | 1 – 0                                                                  | Spagna                                                                 | Amichevole                                                             | -                                                                      | Cap.                                                                   |
| 7-9-2014                                                               | Belgrado                                                               | Serbia                                                                 | 1 – 1                                                                  | Francia                                                                | Amichevole                                                             | -1                                                                     | Cap.                                                                   |
| 14-11-2014                                                             | Rennes                                                                 | Francia                                                                | 1 – 1                                                                  | Albania                                                                | Amichevole                                                             | -1                                                                     | Cap.                                                                   |
| 7-6-2015                                                               | Saint-Denis                                                            | Francia                                                                | 3 – 4                                                                  | Belgio                                                                 | Amichevole                                                             | -4                                                                     | Cap.                                                                   |
| 13-6-2015                                                              | Elbasan                                                                | Albania                                                                | 1 – 0                                                                  | Francia                                                                | Amichevole                                                             | -1                                                                     | Cap.                                                                   |
| 4-9-2015                                                               | Lisbona                                                                | Portogallo                                                             | 0 – 1                                                                  | Francia                                                                | Amichevole                                                             | -                                                                      | Cap.                                                                   |
| 7-9-2015                                                               | Bordeaux                                                               | Francia                                                                | 2 – 1                                                                  | Serbia                                                                 | Amichevole                                                             | -1                                                                     | Cap.                                                                   |
| 8-10-2015                                                              | Nizza                                                                  | Francia                                                                | 4 – 0                                                                  | Armenia                                                                | Amichevole                                                             | -                                                                      | Cap.                                                                   |
| 13-11-2015                                                             | Saint Denis                                                            | Francia                                                                | 2 – 0                                                                  | Germania                                                               | Amichevole                                                             | -                                                                      | Cap.                                                                   |
| 17-11-2015                                                             | Londra                                                                 | Inghilterra                                                            | 2 – 0                                                                  | Francia                                                                | Amichevole                                                             | -2                                                                     | Cap.                                                                   |
| 29-3-2016                                                              | Saint-Denis                                                            | Francia                                                                | 4 – 2                                                                  | Russia                                                                 | Amichevole                                                             | -2                                                                     | Cap.                                                                   |
| 30-5-2016                                                              | Nantes                                                                 | Francia                                                                | 3 – 2                                                                  | Camerun                                                                | Amichevole                                                             | -2                                                                     | Cap.                                                                   |
| 4-6-2016                                                               | Longeville-lès-Metz                                                    | Francia                                                                | 3 – 0                                                                  | Scozia                                                                 | Amichevole                                                             | -                                                                      | Cap.                                                                   |
| 10-6-2016                                                              | Saint-Denis                                                            | Francia                                                                | 2 – 1                                                                  | Romania                                                                | Euro 2016 - 1º turno                                                   | -1                                                                     | Cap.                                                                   |
| 15-6-2016                                                              | Marsiglia                                                              | Francia                                                                | 2 – 0                                                                  | Albania                                                                | Euro 2016 - 1º turno                                                   | -                                                                      | Cap.                                                                   |
| 19-6-2016                                                              | Lilla                                                                  | Svizzera                                                               | 0 – 0                                                                  | Francia                                                                | Euro 2016 - 1º turno                                                   | -                                                                      | Cap.                                                                   |
| 26-6-2016                                                              | Lione                                                                  | Francia                                                                | 2 – 1                                                                  | Irlanda                                                                | Euro 2016 - Ottavi di finale                                           | -1                                                                     | Cap.                                                                   |
| 3-7-2016                                                               | Saint-Denis                                                            | Francia                                                                | 5 – 2                                                                  | Islanda                                                                | Euro 2016 - Quarti di finale                                           | -2                                                                     | Cap.                                                                   |
| 7-7-2016                                                               | Marsiglia                                                              | Germania                                                               | 0 – 2                                                                  | Francia                                                                | Euro 2016 - Semifinale                                                 | -                                                                      | Cap.                                                                   |
| 10-7-2016                                                              | Parigi                                                                 | Portogallo                                                             | 1 – 0                                                                  | Francia                                                                | Euro 2016 - Finale                                                     | -1                                                                     | Cap.                                                                   |
| 7-10-2016                                                              | Parigi                                                                 | Francia                                                                | 4 – 1                                                                  | Bulgaria                                                               | Qual. Mondiali 2018                                                    | -1                                                                     | Cap.                                                                   |
| 10-10-2016                                                             | Amsterdam                                                              | Paesi Bassi                                                            | 0 – 1                                                                  | Francia                                                                | Qual. Mondiali 2018                                                    | -                                                                      | Cap.                                                                   |
| 11-11-2016                                                             | Saint-Denis                                                            | Francia                                                                | 2 – 1                                                                  | Svezia                                                                 | Qual. Mondiali 2018                                                    | -1                                                                     | Cap. 90’                                                               |
| 25-3-2017                                                              | Lussemburgo                                                            | Lussemburgo                                                            | 1 – 3                                                                  | Francia                                                                | Qual. Mondiali 2018                                                    | -1                                                                     | Cap.                                                                   |
| 28-3-2017                                                              | Saint-Denis                                                            | Francia                                                                | 0 – 2                                                                  | Spagna                                                                 | Amichevole                                                             | -2                                                                     | Cap.                                                                   |
| 2-6-2017                                                               | Rennes                                                                 | Francia                                                                | 5 – 0                                                                  | Paraguay                                                               | Amichevole                                                             | -                                                                      | Cap.                                                                   |
| 9-6-2017                                                               | Solna                                                                  | Svezia                                                                 | 2 – 1                                                                  | Francia                                                                | Qual. Mondiali 2018                                                    | -2                                                                     | Cap.                                                                   |
| 13-6-2017                                                              | Saint-Denis                                                            | Francia                                                                | 3 – 2                                                                  | Inghilterra                                                            | Amichevole                                                             | -2                                                                     | Cap.                                                                   |
| 31-8-2017                                                              | Saint-Denis                                                            | Francia                                                                | 4 – 0                                                                  | Paesi Bassi                                                            | Qual. Mondiali 2018                                                    | -                                                                      | Cap.                                                                   |
| 3-9-2017                                                               | Tolosa                                                                 | Francia                                                                | 0 – 0                                                                  | Lussemburgo                                                            | Qual. Mondiali 2018                                                    | -                                                                      | Cap.                                                                   |
| 7-10-2017                                                              | Sofia                                                                  | Bulgaria                                                               | 0 – 1                                                                  | Francia                                                                | Qual. Mondiali 2018                                                    | -                                                                      | Cap.                                                                   |
| 10-10-2017                                                             | Saint-Denis                                                            | Francia                                                                | 2 – 1                                                                  | Bielorussia                                                            | Qual. Mondiali 2018                                                    | -1                                                                     | Cap.                                                                   |
| 23-3-2018                                                              | Saint-Denis                                                            | Francia                                                                | 2 – 3                                                                  | Colombia                                                               | Amichevole                                                             | -2                                                                     | Cap.                                                                   |
| 27-3-2018                                                              | San Pietroburgo                                                        | Russia                                                                 | 1 – 3                                                                  | Francia                                                                | Amichevole                                                             | -1                                                                     | Cap.                                                                   |
| 1-6-2018                                                               | Nizza                                                                  | Francia                                                                | 3 – 1                                                                  | Italia                                                                 | Amichevole                                                             | -1                                                                     | Cap.                                                                   |
| 9-6-2018                                                               | Lione                                                                  | Francia                                                                | 1 – 1                                                                  | Stati Uniti                                                            | Amichevole                                                             | -1                                                                     | Cap.                                                                   |
| 16-6-2018                                                              | Kazan'                                                                 | Francia                                                                | 2 – 1                                                                  | Australia                                                              | Mondiali 2018 - 1º turno                                               | -1                                                                     | Cap.                                                                   |
| 21-6-2018                                                              | Ekaterinburg                                                           | Francia                                                                | 1 – 0                                                                  | Perù                                                                   | Mondiali 2018 - 1º turno                                               | -                                                                      | Cap.                                                                   |
| 30-6-2018                                                              | Kazan'                                                                 | Francia                                                                | 4 – 3                                                                  | Argentina                                                              | Mondiali 2018 - Ottavi di finale                                       | -3                                                                     | Cap.                                                                   |
| 6-7-2018                                                               | Nižnij Novgorod                                                        | Uruguay                                                                | 0 – 2                                                                  | Francia                                                                | Mondiali 2018 - Quarti di finale                                       | -                                                                      | Cap.                                                                   |
| 10-7-2018                                                              | San Pietroburgo                                                        | Francia                                                                | 1 – 0                                                                  | Belgio                                                                 | Mondiali 2018 - Semifinale                                             | -                                                                      | Cap.                                                                   |
| 15-7-2018                                                              | Mosca                                                                  | Francia                                                                | 4 – 2                                                                  | Croazia                                                                | Mondiali 2018 - Finale                                                 | -2                                                                     | Cap.                                                                   |
| 11-10-2018                                                             | Guingamp                                                               | Francia                                                                | 2 – 2                                                                  | Islanda                                                                | Amichevole                                                             | -2                                                                     | Cap.                                                                   |
| 16-10-2018                                                             | Saint-Denis                                                            | Francia                                                                | 2 – 1                                                                  | Germania                                                               | UEFA Nations League 2018-2019 - 1º turno                               | -1                                                                     | Cap.                                                                   |
| 16-11-2018                                                             | Rotterdam                                                              | Paesi Bassi                                                            | 2 – 0                                                                  | Francia                                                                | UEFA Nations League 2018-2019 - 1º turno                               | -2                                                                     | Cap.                                                                   |
| 20-11-2018                                                             | Saint-Denis                                                            | Francia                                                                | 1 – 0                                                                  | Uruguay                                                                | Amichevole                                                             | -                                                                      | Cap.                                                                   |
| 22-3-2019                                                              | Chișinău                                                               | Moldavia                                                               | 1 – 4                                                                  | Francia                                                                | Qual. Euro 2020                                                        | -1                                                                     | Cap.                                                                   |
| 25-3-2019                                                              | Saint-Denis                                                            | Francia                                                                | 4 – 0                                                                  | Islanda                                                                | Qual. Euro 2020                                                        | -                                                                      | Cap.                                                                   |
| 8-6-2019                                                               | Konya                                                                  | Turchia                                                                | 2 – 0                                                                  | Francia                                                                | Qual. Euro 2020                                                        | -2                                                                     | Cap.                                                                   |
| 11-6-2019                                                              | Andorra la Vella                                                       | Andorra                                                                | 0 – 4                                                                  | Francia                                                                | Qual. Euro 2020                                                        | -                                                                      | Cap.                                                                   |
| 7-9-2019                                                               | Saint-Denis                                                            | Francia                                                                | 4 – 1                                                                  | Albania                                                                | Qual. Euro 2020                                                        | -1                                                                     | Cap.                                                                   |
| 10-9-2019                                                              | Saint-Denis                                                            | Francia                                                                | 3 – 0                                                                  | Andorra                                                                | Qual. Euro 2020                                                        | -                                                                      | Cap.                                                                   |
| 5-9-2020                                                               | Solna                                                                  | Svezia                                                                 | 0 – 1                                                                  | Francia                                                                | UEFA Nations League 2020-2021 - 1º turno                               | -                                                                      | Cap.                                                                   |
| 8-9-2020                                                               | Saint-Denis                                                            | Francia                                                                | 4 – 2                                                                  | Croazia                                                                | UEFA Nations League 2020-2021 - 1º turno                               | -2                                                                     | Cap.                                                                   |
| 11-10-2020                                                             | Saint-Denis                                                            | Francia                                                                | 0 – 0                                                                  | Portogallo                                                             | UEFA Nations League 2020-2021 - 1º turno                               | -                                                                      | Cap.                                                                   |
| 14-10-2020                                                             | Zagabria                                                               | Croazia                                                                | 1 – 2                                                                  | Francia                                                                | UEFA Nations League 2020-2021 - 1º turno                               | -1                                                                     | Cap.                                                                   |
| 14-11-2020                                                             | Lisbona                                                                | Portogallo                                                             | 0 – 1                                                                  | Francia                                                                | UEFA Nations League 2020-2021 - 1º turno                               | -                                                                      | Cap. 62’                                                               |
| 17-11-2020                                                             | Saint-Denis                                                            | Francia                                                                | 4 – 2                                                                  | Svezia                                                                 | UEFA Nations League 2020-2021 - 1º turno                               | -2                                                                     | Cap.                                                                   |
| 24-3-2021                                                              | Saint-Denis                                                            | Francia                                                                | 1 – 1                                                                  | Ucraina                                                                | Qual. Mondiali 2022                                                    | -1                                                                     | Cap.                                                                   |
| 28-3-2021                                                              | Astana                                                                 | Kazakistan                                                             | 0 – 2                                                                  | Francia                                                                | Qual. Mondiali 2022                                                    | -                                                                      | Cap.                                                                   |
| 31-3-2021                                                              | Sarajevo                                                               | Bosnia ed Erzegovina                                                   | 0 – 1                                                                  | Francia                                                                | Qual. Mondiali 2022                                                    | -                                                                      | Cap.                                                                   |
| 2-6-2021                                                               | Nizza                                                                  | Francia                                                                | 3 – 0                                                                  | Galles                                                                 | Amichevole                                                             | -                                                                      | Cap.                                                                   |
| 8-6-2021                                                               | Saint-Denis                                                            | Francia                                                                | 3 – 0                                                                  | Bulgaria                                                               | Amichevole                                                             | -                                                                      | Cap.                                                                   |
| 15-6-2021                                                              | Monaco di Baviera                                                      | Francia                                                                | 1 – 0                                                                  | Germania                                                               | Euro 2020 - 1º turno                                                   | -                                                                      | Cap.                                                                   |
| 19-6-2021                                                              | Budapest                                                               | Ungheria                                                               | 1 – 1                                                                  | Francia                                                                | Euro 2020 - 1º turno                                                   | -1                                                                     | Cap.                                                                   |
| 23-6-2021                                                              | Budapest                                                               | Portogallo                                                             | 2 – 2                                                                  | Francia                                                                | Euro 2020 - 1º turno                                                   | -2                                                                     | Cap. 27’                                                               |
| 28-6-2021                                                              | Bucarest                                                               | Francia                                                                | 3 – 3 dts (4 – 5 dtr)                                                  | Svizzera                                                               | Euro 2020 - Ottavi di finale                                           | -3                                                                     | Cap.                                                                   |
| 1-9-2021                                                               | Saint-Denis                                                            | Francia                                                                | 1 – 1                                                                  | Bosnia ed Erzegovina                                                   | Qual. Mondiali 2022                                                    | -1                                                                     | Cap.                                                                   |
| 4-9-2021                                                               | Kiev                                                                   | Ucraina                                                                | 1 – 1                                                                  | Francia                                                                | Qual. Mondiali 2022                                                    | -1                                                                     | Cap.                                                                   |
| 7-9-2021                                                               | Décines-Charpieu                                                       | Francia                                                                | 2 – 0                                                                  | Finlandia                                                              | Qual. Mondiali 2022                                                    | -                                                                      | Cap.                                                                   |
| 7-10-2021                                                              | Torino                                                                 | Belgio                                                                 | 2 – 3                                                                  | Francia                                                                | UEFA Nations League 2020-2021 - Semifinale                             | -2                                                                     | Cap.                                                                   |
| 10-10-2021                                                             | Milano                                                                 | Spagna                                                                 | 1 – 2                                                                  | Francia                                                                | UEFA Nations League 2020-2021 - Finale                                 | -1                                                                     | Cap.                                                                   |
| 13-11-2021                                                             | Parigi                                                                 | Francia                                                                | 8 – 0                                                                  | Kazakistan                                                             | Qual. Mondiali 2022                                                    | -                                                                      | Cap.                                                                   |
| 16-11-2021                                                             | Helsinki                                                               | Finlandia                                                              | 0 – 2                                                                  | Francia                                                                | Qual. Mondiali 2022                                                    | -                                                                      | Cap.                                                                   |
| 25-3-2022                                                              | Marsiglia                                                              | Francia                                                                | 2 – 1                                                                  | Costa d'Avorio                                                         | Amichevole                                                             | -1                                                                     | Cap.                                                                   |
| 3-6-2022                                                               | Saint-Denis                                                            | Francia                                                                | 1 – 2                                                                  | Danimarca                                                              | UEFA Nations League 2022-2023 - 1º turno                               | -2                                                                     | Cap.                                                                   |
| 10-6-2022                                                              | Vienna                                                                 | Austria                                                                | 1 – 1                                                                  | Francia                                                                | UEFA Nations League 2022-2023 - 1º turno                               | -1                                                                     | Cap.                                                                   |
| 22-11-2022                                                             | Al Wakrah                                                              | Francia                                                                | 4 – 1                                                                  | Australia                                                              | Mondiali 2022 - 1º turno                                               | -1                                                                     | Cap.                                                                   |
| 26-11-2022                                                             | Doha                                                                   | Francia                                                                | 2 – 1                                                                  | Danimarca                                                              | Mondiali 2022 - 1º turno                                               | -1                                                                     | Cap.                                                                   |
| 4-12-2022                                                              | Doha                                                                   | Francia                                                                | 3 – 1                                                                  | Polonia                                                                | Mondiali 2022 - Ottavi di finale                                       | -1                                                                     | Cap.                                                                   |
| 10-12-2022                                                             | Al Khor                                                                | Inghilterra                                                            | 1 – 2                                                                  | Francia                                                                | Mondiali 2022 - Quarti di finale                                       | -1                                                                     | Cap.                                                                   |
| 14-12-2022                                                             | Al Khor                                                                | Francia                                                                | 2 – 0                                                                  | Marocco                                                                | Mondiali 2022 - Semifinale                                             | -                                                                      | Cap.                                                                   |
| 18-12-2022                                                             | Lusail                                                                 | Argentina                                                              | 3 – 3 dts (4 – 2 dtr)                                                  | Francia                                                                | Mondiali 2022 - Finale                                                 | -3                                                                     | Cap.                                                                   |
| Totale                                                                 |                                                                        | Presenze (1º posto)                                                    | 145                                                                    |                                                                        | Reti                                                                   | -120                                                                   |                                                                        |

## Palmarès

### Club
- Coppa di Francia: 1

Lione: 2011-2012
- Supercoppa francese: 1

Lione: 2012
- Lamar Hunt U.S. Open Cup: 1

Los Angeles FC: 2024

### Nazionale
- Campionato d'Europa Under-19: 1

2005
- Campionato mondiale: 1

Russia 2018
- UEFA Nations League: 1

2020-2021

### Individuale
- Trophées UNFP du football: 6

Miglior portiere della Ligue 1: 2009, 2010, 2012
Squadra ideale della Ligue 1: 2009, 2010, 2012